# Mutsamudu
Mutsamudu, även stavat Moutsamoudou, är Komorernas näst största stad och huvudstaden, samt den största staden, på ön Anjouan. Mutsamudu grundades år 1482 och är också födelseplatsen för Komorernas nuvarande president, Ahmed Abdallah Mohamed Sambi. I staden finns en djupvattenhamn, en gammal citadell och stadens smala gator har många affärer och små hantverk.
Staden har ett tropiskt klimat, med 27-32°C året om. De varmaste perioderna sträcker sig från december till april, medan det är förhållandevis svalare mellan maj och november.

## Källor

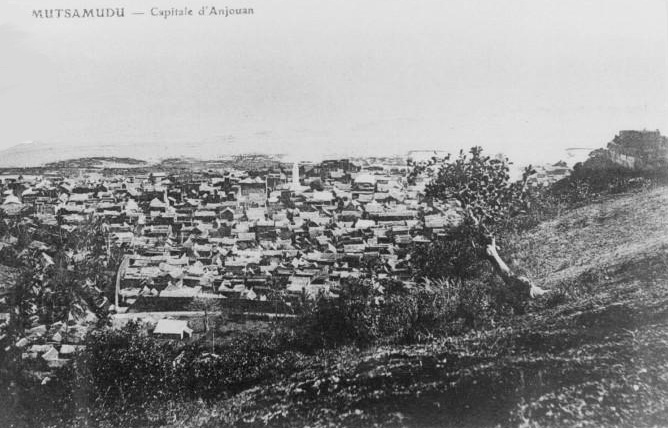
Mutsamudu år 1928 eller tidigare.